# Gonohe
Gonohe (五戸町?) è una cittadina giapponese della prefettura di Aomori.